# Kawan Figueredo Pereira
Kawan Figueredo Pereira (17 giugno 2002) è un tuffatore brasiliano.

## Biografia
Ai campionati mondiali di nuoto di Gwangju 2019 è giunto ventiduesimo nel trampolino 1 metro, cinquantaduesimo nel trampolino 3 metri, trentasettesimo nel concorso della piattaforma 10 metri e, al fianco del connazionale Isaac de Souza Filho, dodicesimo nel sincro 10 metri.

## Palmarès
| Anno | Manifestazione     | Sede    | Evento          | Risultato | Prestazione | Note |
| ---- | ------------------ | ------- | --------------- | --------- | ----------- | ---- |
| 2018 | Mondiali giovanili | Kiev    | Sincro 10m      | 12º       | 234,48 p.   |      |
| 2018 | Mondiali giovanili | Kiev    | Sincro 3m       | 8º        | 258,12 p.   |      |
| 2018 | Mondiali giovanili | Kiev    | Gara a squadre  | 13º       |             |      |
| 2019 | Mondiali           | Gwangju | Trampolino 1m   | 22º P     | 323,40 p.   |      |
| 2019 | Mondiali           | Gwangju | Trampolino 3m   | 52º P     | 275,90 p.   |      |
| 2019 | Mondiali           | Gwangju | Piattaforma 10m | 37º P     | 309,15 p.   |      |
| 2019 | Mondiali           | Gwangju | Sincro 3m       | 21º P     | 297,15 p.   |      |
| 2019 | Mondiali           | Gwangju | Sincro 10m      | 12º       | 348,78 p.   |      |
| 2019 | Giochi panamercani | Lima    | Trampolino 1m   | 9º        | 343,00 p.   |      |
| 2019 | Giochi panamercani | Lima    | Piattaforma 10m | 11º       | 384,90 p.   |      |
| 2019 | Giochi panamercani | Lima    | Sincro 3m       | 8º        | 335,49 p.   |      |
| 2019 | Giochi panamercani | Lima    | Sincro 10m      | Bronzo    | 375,81 p.   |      |